# Most kolejowy Kostrzyn nad Odrą – Küstrin Kietz
Most kolejowy Kostrzyn nad Odrą – Kietz Küstrin – most kolejowy nad Odrą pomiędzy Kostrzynem nad Odrą i Küstrin Kietz na linii kolejowej nr 203 Tczew – Küstrin Kietz.
Pierwszy most na Odrze zbudowano w 1867 r. jako część linii łączącej Berlin z Prusami Wschodnimi w ramach Kolei Wschodniej. Most ten został został poważnie uszkodzony podczas I wojny światowej, ale po jej zakończeniu został odbudowany w 1920 r. z części innych zniszczonych mostów. 
Po trwającej 3 i pół roku w lipcu 2024 r. inwestycji oddano do użytku nowy most łukowy o długości 260 metrów (w tym 130 m bezpośrednio nad nurtem Odry), który stał się pierwszym na świecie mostem łukowym z wieszakami z włókna węglowego. Choć nowy na nowym moście ułożono również dwa tory, zastąpienie starego mostu nowym pozwoliło podnieść prędkość przejazdu pociągów z 30 km/h do 120 km/h. Co więcej, nowa konstrukcja nie przeszkadza w żegludze rzecznej. Obiekt wybudowano jako przystosowany do późniejszej elektryfikacji. Projekt mostu wykonała firma Schüßler-Plan z Berlina wspólnie z londyńską Knights Architects.